# 乔治·卡特鲁
乔治·阿尔贝·朱利安·卡特鲁（法語：Georges Albert Julien Catroux，法語發音：[ʒɔʁʒ albɛʁ ʒyljɛ̃ katʁu]；1877年1月29日—1969年12月21日）是法国陆军将军和外交官，在第一次世界大战和第二次世界大战中都曾服役，并从1954到1969年担任法国荣誉军团大使。
卡特鲁出生在上维埃纳省的利摩日。他是一位从行伍中提拔起来的职业官员的儿子。他在皇家大亨利学院接受教育, 并于1896年进入圣西尔军校学习。
在他卓著的军事生涯早年，卡特鲁从阿尔及利亚（在那里他先后遇到了富科和利奥泰）跨越到印度支那。 1915年，在指挥一支部队时，他被德国人俘虏了。在被关押期间，卡特鲁遇见了夏尔·戴高乐，当时是一名上尉。
在一战以后，他成为法国驻阿拉伯军事代表团的一员，并在摩洛哥、阿尔及利亚和黎凡特服役。
在1939年7月，卡特鲁被任命为法属印度支那总督，在8月，大战宣布爆发前一个月，从一名叫朱尔·布雷维耶的高级公务员手中接管了职务。巴黎想在战争的前夕对远东发出一个强烈的信号。然而，当日本人于1940年6月17日首次发出最后通牒，并接着和新的维希政府产生分歧后，卡特鲁在6月25日时被命令把他的职务交给海军上将让德句。他起初无视这个命令，直到7月20日才辞职。
他随后选择加入戴高乐，当时正是自由法国运动的领导人。
作为一个五星上将， 卡特鲁是转换阵营的法军中的最高军官。

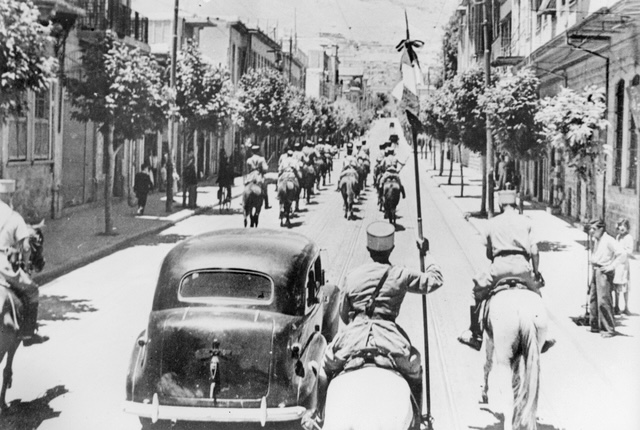
1941年6月下旬，大马士革回到同盟国手中。一辆汽车搭载着自由法国指挥官，乔治·卡特鲁将军和保罗·让蒂约姆将军在法国切尔克斯骑兵（Gardes Tcherkess）护送下进入这座城市

 从1941到1943年，卡特鲁是自由法国力量的总指挥。戴高乐于1941年任命他为驻黎凡特高级专员。他在击败维希将军亨利·登茨并签订圣让达克尔休战协议后为自由法国控制了叙利亚。在据有此职位后不久，卡特鲁以自由法国运动的名义承认了叙利亚的独立。戴高乐随后任命他在1943-44年担任阿尔及利亚总督。
官方将其誉为法国解放斗士，卡特鲁在1944年9月9日至1945年10月21日成为夏尔·戴高乐第一届政府中的北非部长，之后于1945-48年任法国驻苏联大使。
在摩洛哥的动乱后，卡特鲁经过谈判后于1955年允许苏丹穆罕默德五世回到国内。
1956年，作为居伊·摩勒政府在阿尔及利亚的驻节公使，由于阿尔及尔法国居民在2月6日发动的示威游行，他无法从事他的职位。
卡特鲁负责一个叫卡特鲁委员会的调查委员会，调查法国奠边府战役中的失败。他也是负责审问卷入阿尔及尔1961年暴动的将军们的军事法庭法官。
他于1969年在巴黎逝世。